# Novoselickoe
Novoselickoe (in russo Новоселицкое?) è un villaggio della Russia europea meridionale, situato nel Territorio di Stavropol'; è il centro amministrativo del distretto Novoselickij.
Si trova 150 km a nord-ovest di Stavropol'.